# Apagomerina flava
Apagomerina flava là một loài bọ cánh cứng trong họ Cerambycidae.